# 铝热法

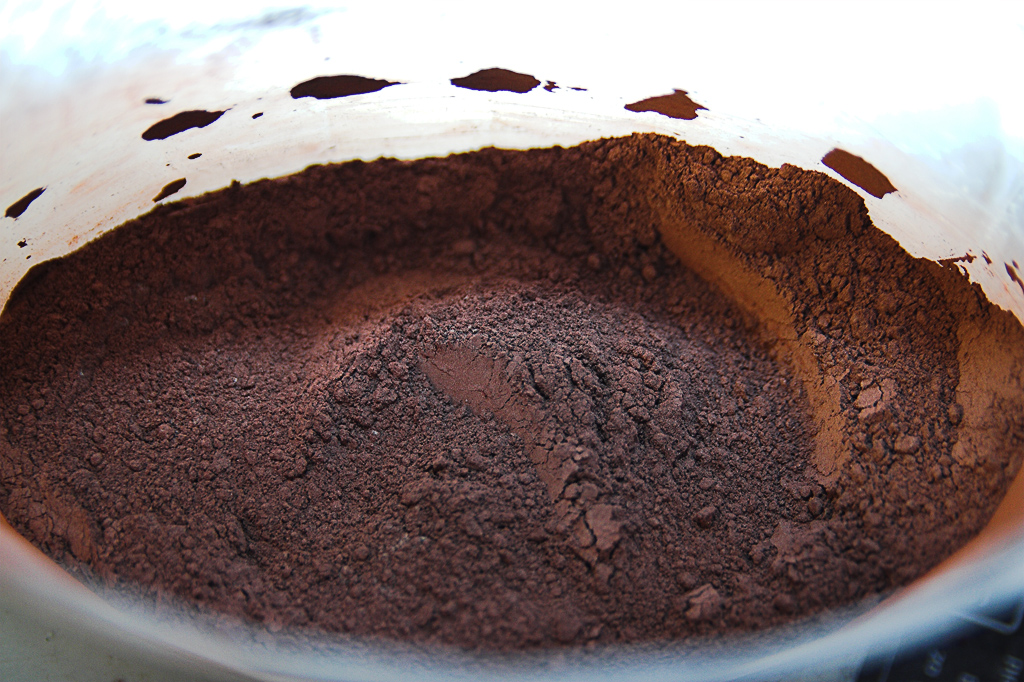
铝与氧化铁混合组成的铝热剂。

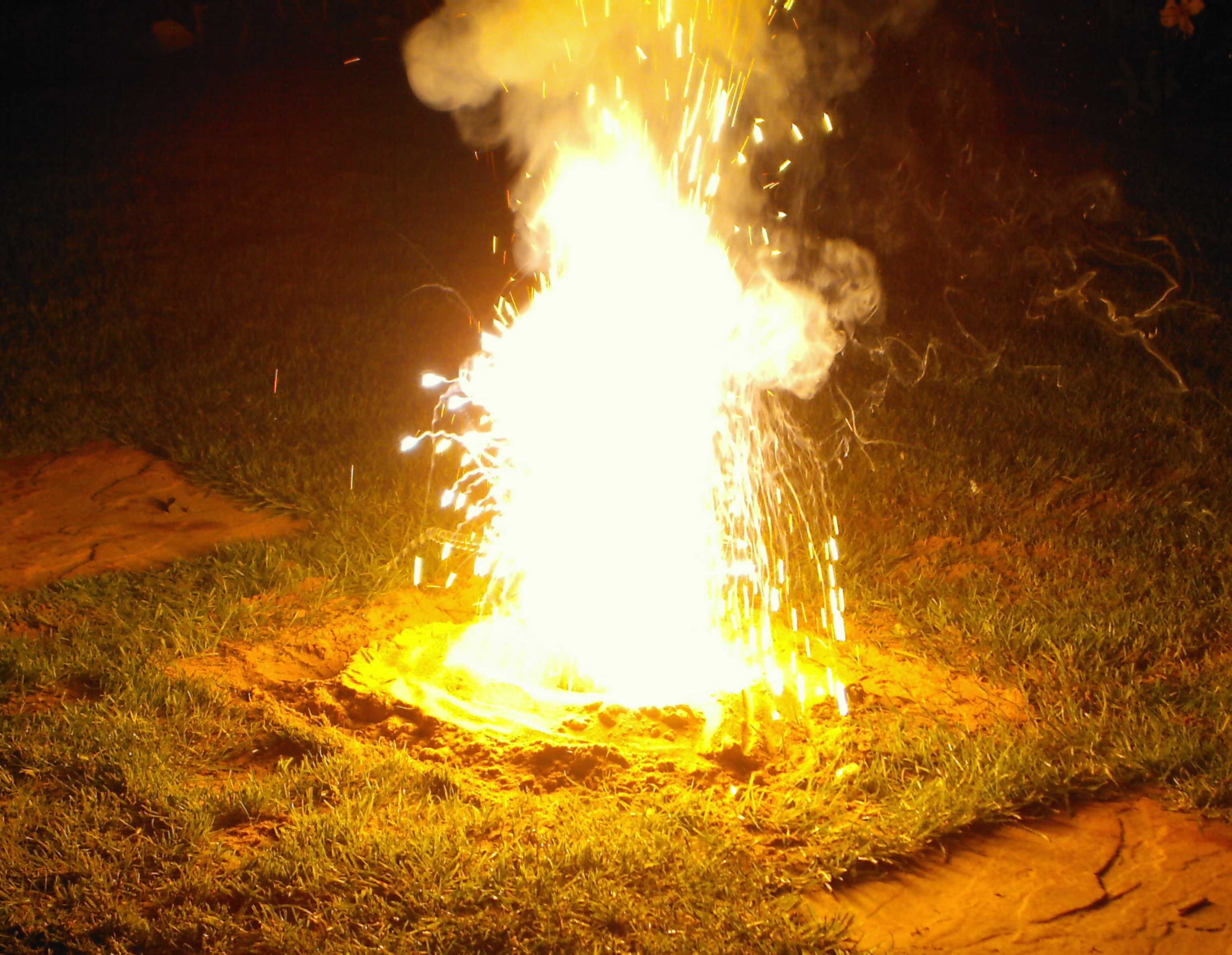
铝与氧化铁之间发生的铝热反应。

铝热法，是通过铝热反应用铝粉还原金属氧化物获得金属元素的方法。反应剧烈放热，温度可达2500~3500℃，放出耀眼的光芒。生成物为氧化铝和该高熔点金属的单质。铝热剂（thermite）指铝和金属氧化物的混合物，一般指铝和氧化铁的混合物（比例约为1:2.95）。

## 化学原理
将铝粉和一定量的高熔点金属氧化物（如氧化铁等）混合后，用镁条引燃，反应剧烈放热，并发出耀眼的光芒。生成物为氧化铝和该高熔点金属的单质。以铝与氧化铁反应为例，化学方程式为：
{\displaystyle {\rm {2Al+Fe_{2}O_{3}{\xrightarrow {\Delta }}Al_{2}O_{3}+2Fe}}}
其他氧化物和铝在高温下也能发生此类反应：
{\displaystyle {\rm {4Al+3MnO_{2}{\xrightarrow {\Delta }}2Al_{2}O_{3}+3Mn}}}
{\displaystyle {\rm {2Al+3PbO{\xrightarrow {\Delta }}Al_{2}O_{3}+3Pb}}}

## 历史
德国化学家汉斯·歌德史密斯(Hans Goldschmidt)于1893年发明铝热法并于两年后申请专利。因此该反应也被称为“歌德史密斯法”或“歌德史密斯过程”。研究最初的目的是在不用碳熔炼的条件下制备高纯度金属，但歌德史密斯敏锐地发现铝热法可以用于焊接。1899年在德国埃森，铝热法首次商业应用于焊接铁轨。

## 引燃
铝热反应需要高温来引发，可在混合物粉末上插一根镁条做引信（可混入适量氯酸钾帮助镁条燃烧，高锰酸钾、硝酸钾等氧化剂也可助燃；过氧化钡也可，但烟有毒）。高锰酸钾和甘油的混合物缓慢放热，也可以做引发剂。丙烷枪也可以提供引发反应所需的高温。反应开始后会剧烈放热，火花四溅，温度极高，所以点火时要注意安全。

## 用途

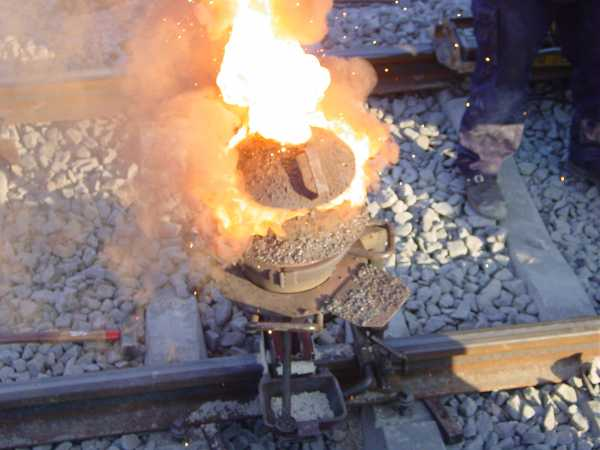
利用鋁熱法將鐵軌接在一起

铝热反应过程中放出的热可以使高熔点金属熔化並流出，故铝热法广泛运用于焊接抢险工程，例如將鐵軌連接成一段長軌即使用此法。另外，铝热法也是冶炼钒、铬、锰等高熔点金属的重要手段。
除此之外，其他的单质与氧化物混合之后点燃，也会发生强烈的氧化还原反应，效果类似于铝热反应。其中的单质可以是铝、镁、钙、钛、硅、硼——并不仅限于金属，而氧化物可以是三氧化二硼、二氧化硅、三氧化二铬、二氧化锰、三氧化二铁、四氧化三铁、氧化銅和四氧化三铅等。有时这些反应也根据反应中的还原剂而称为“镁热法”、“硅热法”、“钙热法”、“碳热法”等等。
因为反应温度极高，用于制作燃烧弹，可熔穿装甲。

## 娛樂文化
在美國電影《絕地任務》中，一位不滿美國政府做法的陸戰隊將軍，帶領一群美國海軍陸戰隊武裝偵察部隊奪取15枚VX毒氣飛彈，佔領惡魔島架設飛彈陣地，揚言展開恐怖攻擊，最後美國政府利用F/A-18C/D大黃蜂式戰鬥攻擊機對島上使用鋁熱劑炸彈進行全面攻擊。
在影集絕命律師 (第一季)中，懷特為了獲得制毒原料，利用鋁熱劑熔毀倉庫門鎖。